# Typologie des thèmes mythologiques étrusques

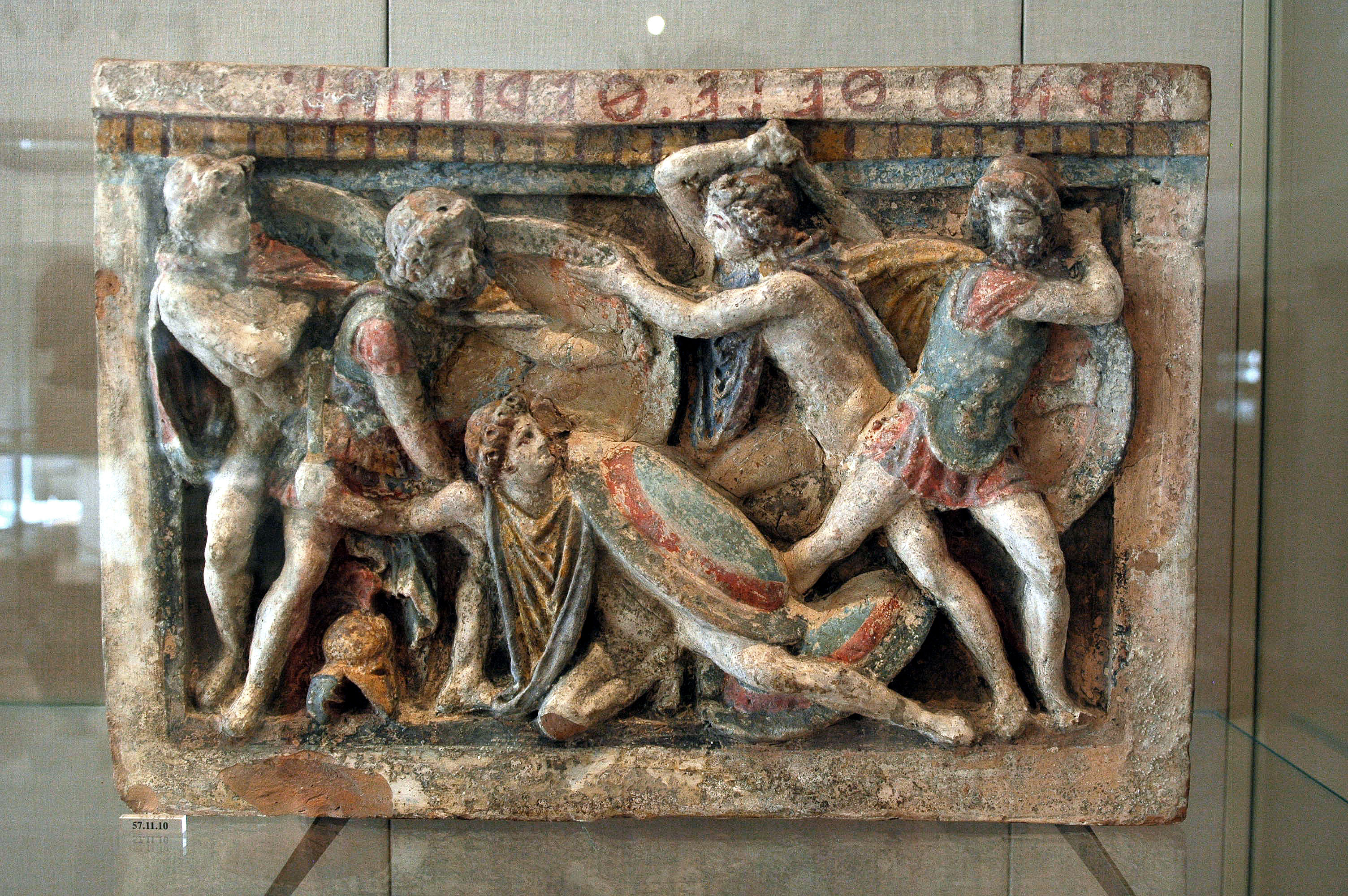
Bas-relief historié coloré de la caisse d'un sarcophage, MET

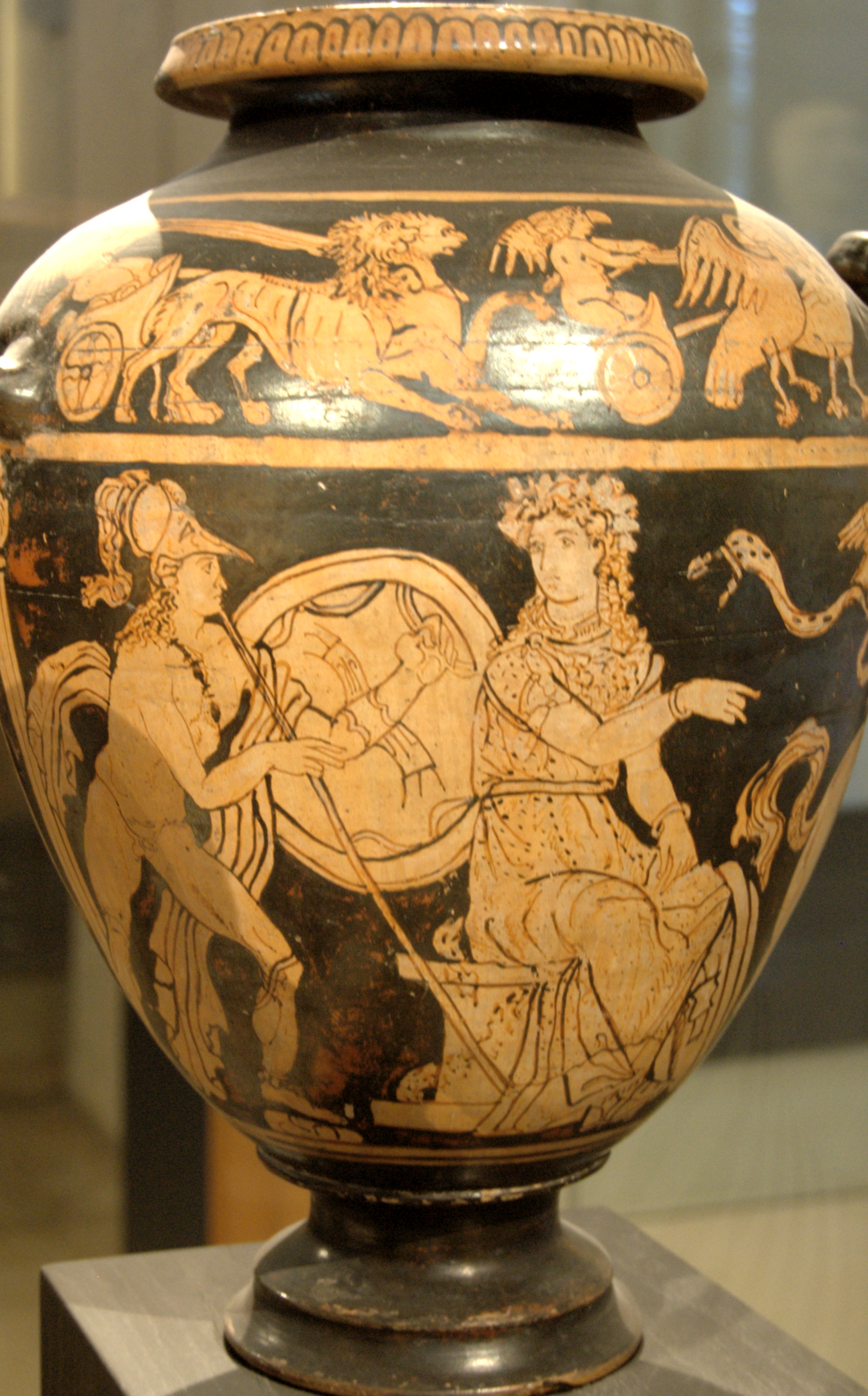
Achille et Athéna, stamnos de Vulci, musée du Louvre

Œdipe et le Sphinx

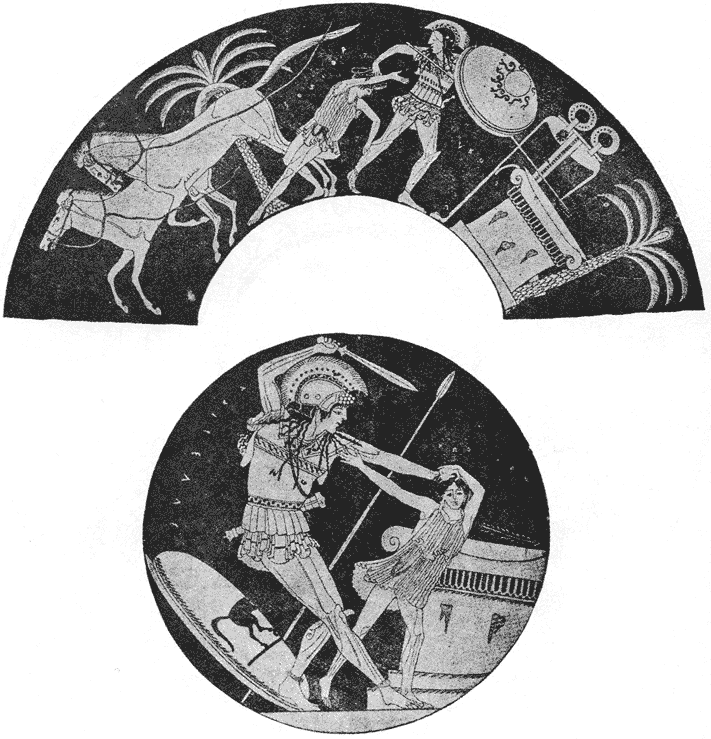
Achille attaquant Troie

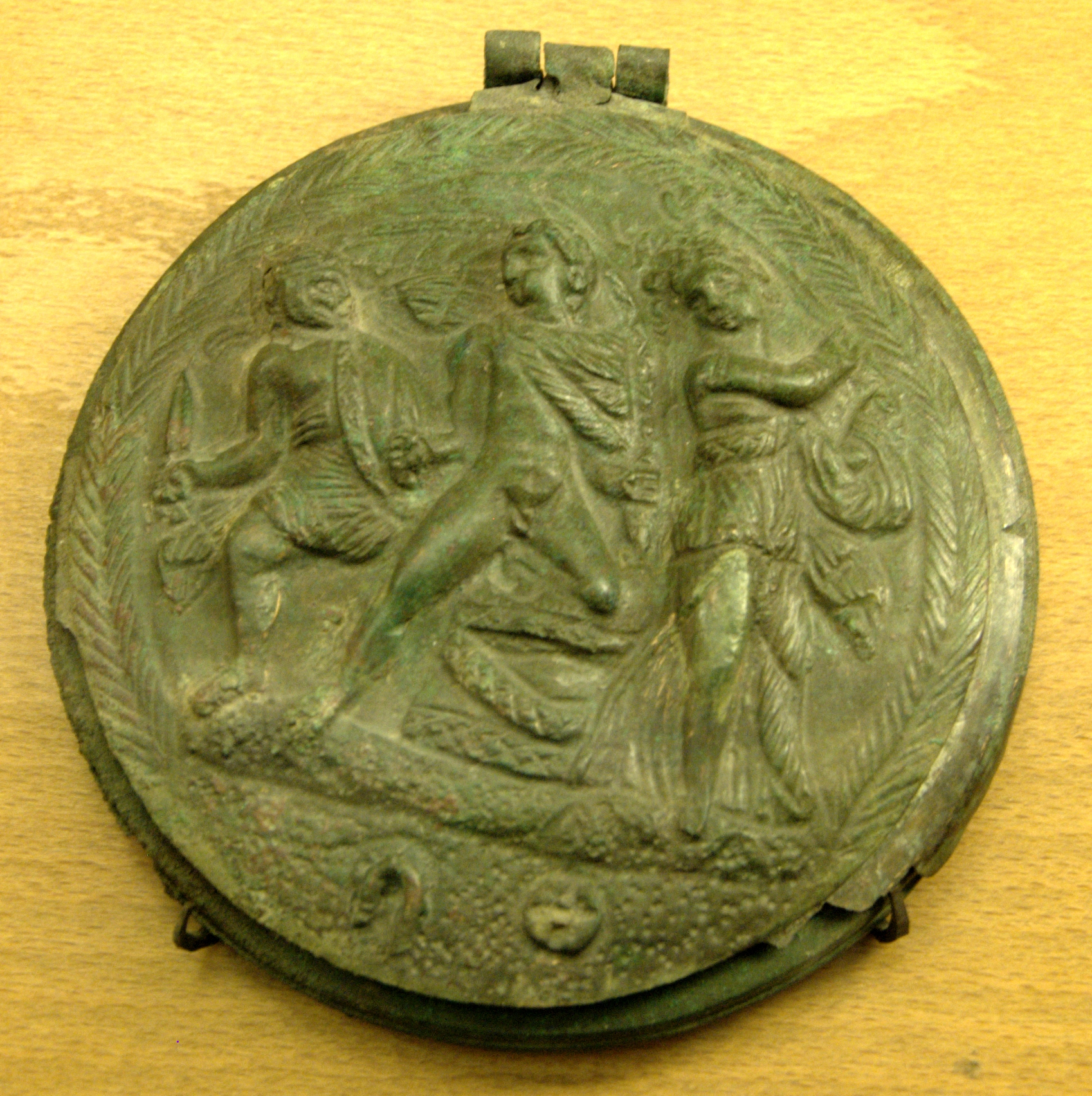
Hector et Pâris sur le couvercle d'une boite à miroir

La typologie des thèmes mythologiques étrusques recense les scènes de la mythologie grecque utilisées par les Étrusques dans leurs bas-reliefs historiés et souvent colorés de leurs sarcophages, sur les fresques de tombes des nécropoles, sur les vases en poteries a figure nere ou a figure rosse.
La  particularité de l'art étrusque est de mêler plusieurs arguments d'histoires différentes dans une même scène, révélant les échanges commerciaux et culturels fructueux qu'ils ont eus avec les Grecs.
Elles sont majoritairement issues de l'Énéide de Virgile[réf. nécessaire], donc des épisodes de  l’Iliade et l’Odyssée de Homère dont elle s'inspire.

## Thèmes

### Bas-reliefs des urnes funéraires
(les numéros qui suivent sont ceux des urnes du musée de Pérouse)
- Punition d'Àmico, roi de Bithynie  par le Dioscure Pollux (urne 147)
- La Folie d'Athamas (125, 133, 178)
- Centauromachie  -Combat des Grecs contre les Centaures (184)
- Chasse au Sanglier de Calydon (144)
- Diverses représentations de démons féminins : Vanth, Lasa... (20, 125, 133, 146, 148, 155, 160-161, 167, 169-171, 178-179, 186, 191)
- Un « echetle » (paysan armé d'une araire) combattant un Perse à Marathon (161, 162, 164, 183)
- Mort d'Œnomaos (64)
- Combat d'Étéocle et Polynice (160, 165, 167, 169-171)
- Galatomachie - Combat contre les Gaulois (63)
- Gigantomachie - Combat contre les Géants (189)
- Le Sacrifice d'Iphigénie (20, 90-91, 141, 143, 150, 152, 158, 187)

- La capture du satyre Marsia (54)
- Méduse ou Gorgone (7, 9, 16, 36, 52, 93-94, 102, 128, 138, 151, 163, 172, 176-177, 192, 194, 198, 218, 222)
- Ulysse et Pénélope (145, 159)
- Apparition du monstre Olta, l'homme à tête de loup (146)
- Oreste persécuté par les Érinyes (14)
- Reconnaissance de Pâris par Hécube et Cassandre (34, 66)
- Scilla combattant Ulysse et ses compagnons (12, 106, 108, 122, 124, 185, 223)
- Le siège de Thèbes par Étéocle et Polynice (123)
- Télèphe, roi de Mysie, tentant d'enlever Oreste enfant (134)
- Mort de Troïlos, fils de Priam (15, 89, 100, 131)

### Bas-reliefs des statues
- Achille et Troïlos, sur la base d'une statue - Pérouse

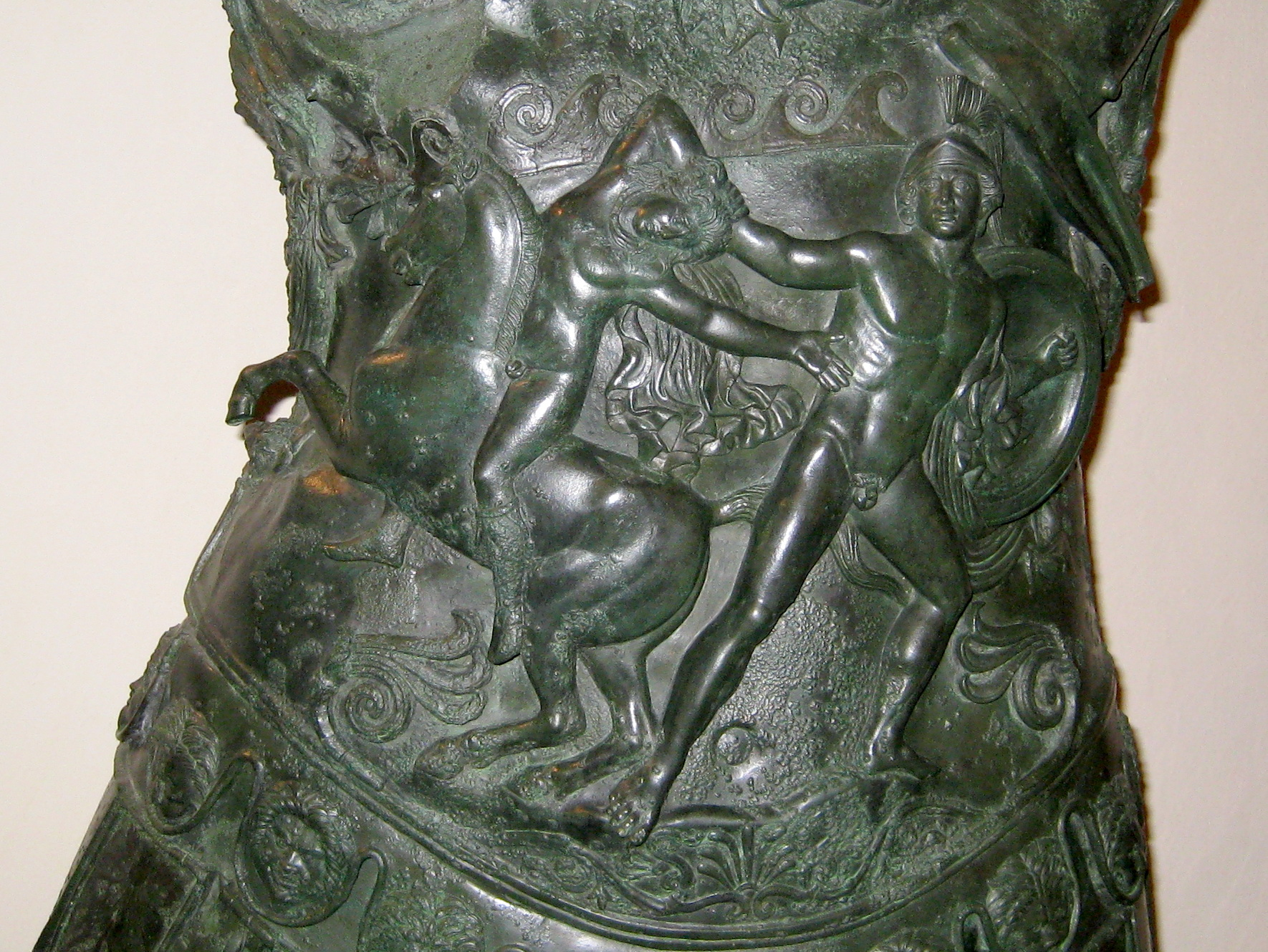
Achille et Troïlos, sur la base d'une statue - Pérouse

### Miroir étrusque
- Achille, Chryseis, Hélène, Pâris sur un miroir étrusque conservé au Metropolitan Museum of Art

## Sources
- Panneau thématique du Musée archéologique national d'Ombrie à Pérouse concernant les sarcophages exposés.